# Claire Bloom
Claire Bloom, nata Patricia Claire Blume (Londra, 15 febbraio 1931), è un'attrice britannica.

## Biografia
Di origini ebraiche, figlia di Elizabeth Grew ed Edward Max Blume, i suoi nonni paterni si chiamavano Blumenthal e i suoi nonni materni Gavitzky, provenienti da Byten, nella regione di Hrodna in Russia (oggi in Bielorussia). Negli anni della seconda guerra mondiale si rifugiò negli Stati Uniti insieme a sua madre e a suo fratello minore. A dodici anni assistette a New York a una rappresentazione delle Tre sorelle e decise di diventare attrice. Tornata in patria, si iscrisse alla Guildhall School of Music and Drama e cominciò a lavorare per la radio della BBC. Nel 1946 debuttò al Royal Shakespeare Theatre come Ofelia e raggiunse la celebrità sui palcoscenici britannici, con un ruolo di primo piano in Ring Round the Moon.
Attrice di grande sensibilità e di quieta bellezza, Claire Bloom venne notata dal drammaturgo Arthur Laurents e fu presentata a Charlie Chaplin, che stava cercando una giovane interprete per il ruolo di Terry, la dolce ballerina protagonista del film che aveva in preparazione, Luci della ribalta (1952). Il successo di Luci della ribalta rivelò le doti di interprete drammatica e la sensualità nascosta della Bloom, aprendole definitivamente le porte del cinema e facendole ottenere una fama internazionale in seguito non più eguagliata. 
Negli anni successivi l'attrice proseguì con l'attività teatrale, dedicandovi più tempo che non al cinema. Continuò a lavorare con la compagnia dell'Old Vic in giro per la Gran Bretagna ma partecipò anche ad altri celebri film quali Riccardo III (1955), diretto e interpretato da Laurence Olivier, in cui interpretò Lady Lancaster, Alessandro il Grande (1956) di Robert Rossen, con Richard Burton e Fredric March, e I giovani arrabbiati (1958), ancora con Burton, tratto dal dramma Ricorda con rabbia di John Osborne e diretto da Tony Richardson.
Sposatasi nel 1959 con l'attore americano Rod Steiger, la Bloom si trasferì per un certo periodo negli Stati Uniti, dove partecipò - tra gli altri - ai film Sessualità (1962) di George Cukor, in cui interpretò il ruolo della divorziata ninfomane sull'orlo del suicidio, L'oltraggio (1964) di Martin Ritt, accanto a Paul Newman, e I due mondi di Charly (1968) di Ralph Nelson, al fianco di Cliff Robertson. Ebbe anche una breve parentesi in Italia, comparendo nei film Il maestro di Vigevano (1963) di Elio Petri e Alta infedeltà (1964), nel quale venne diretta nuovamente da Petri nell'episodio Peccato nel pomeriggio.
Mai adattatasi del tutto a Hollywood, la Bloom nel 1969 divorziò da Steiger, con cui proprio quell'anno girò L'uomo illustrato per la regia di Jack Smight, e riprese la carriera prevalentemente sulle scene inglesi, sia a teatro con A Streetcar Named Desire, che alla televisione e al cinema. Tra le altre sue apparizioni cinematografiche, quelle nell'horror Gli invasati (1963) di Robert Wise, nel film di spionaggio La spia che venne dal freddo (1965) di Martin Ritt, in cui recitò nuovamente con Richard Burton, e nel film mitologico Scontro di titani (1981) di Desmond Davis, in cui impersonò Era, sovrana dell'Olimpo.
In epoca successiva, pur avendo diradato i suoi impegni cinematografici, apparve in Crimini e misfatti (1989) e La dea dell'amore (1995), entrambi di Woody Allen, e interpretò - tra gli altri - il ruolo della vecchia amica londinese dell'esule pakistano in Sammy e Rosie vanno a letto (1987) di Stephen Frears, e la regina Maria di Teck, consorte di Giorgio V del Regno Unito e madre del futuro re Giorgio VI (Colin Firth), in Il discorso del re (2010) di Tom Hooper.
Nel 2013 è stata nominata commendatore dell'Ordine dell'Impero Britannico per la sua attività teatrale. È stata sposata tre volte, la prima nel 1959 con Rod Steiger, da cui ha avuto la figlia Anna (1960), soprano di successo. Ottenuto il divorzio nel 1969, sposò lo stesso anno il regista teatrale Hillard Elkins, per sposare infine nel 1990 lo scrittore Philip Roth. Claire Bloom ha pubblicato due autobiografie, la prima nel 1982 (Limelight and After: The Education of an Actress) incentrata sulla sua attività di attrice teatrale e cinematografica; la seconda nel 1996 (Leaving a Doll's House: A Memoir) più dettagliata sulla sua vita privata e soprattutto sul suo rapporto con Roth.

## Filmografia

### Cinema

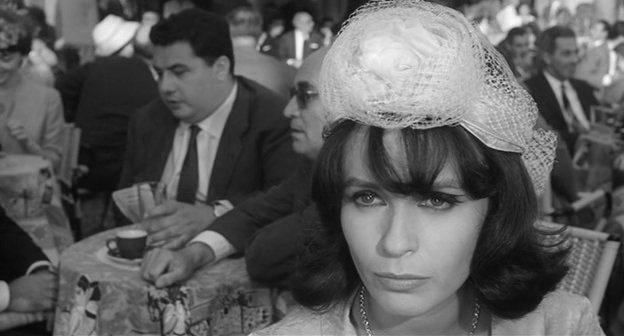
Claire Bloom nel film Il maestro di Vigevano (1963)

- Accadde a Praga (The Blind Goddess), regia di Harold French (1948)
- La pastorella e lo spazzacamino (La Bergère et le ramoneur), regia di Paul Grimault (1952) – voce versione inglese
- Luci della ribalta (Limelight), regia di Charles Chaplin (1952)
- Provinciali a Parigi (Innocents in Paris), regia di Gordon Parry (1953)
- Accadde a Berlino (The Man Between), regia di Carol Reed (1953)
- Riccardo III (Richard III), regia di Laurence Olivier (1955)
- Alessandro il Grande (Alexander the Great), regia di Robert Rossen (1956)
- Karamazov (The Brothers Karamazov), regia di Richard Brooks (1958)
- I bucanieri (The Buccaneer), regia di Anthony Quinn (1958)
- I giovani arrabbiati (Look Back in Anger), regia di Tony Richardson (1958)
- Scacco alla follia (Schachnovelle), regia di Gerd Oswald (1960)
- Avventura nella fantasia (The Wonderful World of the Brothers Grimm), regia di Henry Levin e George Pal (1962)
- Sessualità (The Chapman Report), regia di George Cukor (1962)
- Il maestro di Vigevano, regia di Elio Petri (1963)
- Incubo sulla città (80,000 Suspects), regia di Val Guest (1963)
- Gli invasati (Haunted), regia di Robert Wise (1963)
- Alta infedeltà, episodio Peccato nel pomeriggio, regia di Elio Petri (1964)
- L'oltraggio (The Outrage), regia di Martin Ritt (1964)
- La spia che venne dal freddo (The Spy Who Came in from the Cold), regia di Martin Ritt (1965)
- I due mondi di Charly (Charly), regia di Ralph Nelson (1968)
- In 2 sì, in 3 no (Three Into Two Won't Go), regia di Peter Hall (1969)
- L'uomo illustrato (The Illustrated Man), regia di Jack Smight (1969)
- Cielo rosso all'alba (Red Sky at Morning), regia di James Goldstone (1971)
- Casa di bambola (A Doll's House), regia di Patrick Garland (1973)
- Isole nella corrente (Islands in the Stream), regia di Franklin J. Schaffner (1977)
- Scontro di titani (Clash of the Titans), regia di Desmond Davis (1981)
- Déjà Vu - Amore e morte (Déjà Vu), regia di Anthony B. Richmond (1985)
- Sammy e Rosie vanno a letto (Sammy and Rosie Get Laid), regia di Stephen Frears (1987)
- Crimini e misfatti (Crimes and Misdemeanors), regia di Woody Allen (1989)
- La dea dell'amore (Mighty Aphrodite), regia di Woody Allen (1995)
- Alla fine del tunnel (Mad Dogs and the Englishmen), regia di Henry Cole (1995)
- Daylight - Trappola nel tunnel (Daylight), regia di Rob Cohen (1996)
- Wrestling with Alligators, regia di Laurie Weltz (1998)
- The Book of Eve, regia di Claude Fournier (2002)
- The Republic of Love, regia di Deepa Mehta (2003)
- Immagini - Imagining Argentina (Imagining Argentina), regia di Christopher Hampton (2003)
- Daniel e la gara dei supercani (Daniel and the Superdogs), regia di André Melancon (2004)
- Kalamazoo?, regia di David O'Malley (2006)
- Il discorso del re (The King's Speech), regia di Tom Hooper (2010)
- And While We Were Here, regia di Kat Coiro (2012)
- 11 settembre 1683, regia di Renzo Martinelli (2012)
- Max Rose, regia di Daniel Noah (2013)
- Miss Dalí, regia di Ventura Pons (2018)

### Televisione
- The Marvellous History of St. Bernard , regista sconosciuto – film TV (1952)
- BBC Sunday-Night Theatre – serie TV, episodio 3x19 (1952)
- Producers' Showcase – serie TV, episodi 2x03-2x08-3x07 (1955-1957)
- Robert Montgomery Presents – serie TV, episodio 8x31 (1957)
- Le grandi fiabe (Shirley Temple's Storybook) – serie TV, episodio 1x01 (1958)
- Playhouse 90 – serie TV, episodio 4x03 (1959)
- Scacco matto (Checkmate) – serie TV, episodio 2x05 (1961)
- Anna Karenina, regia di Rudolph Cartier – film TV (1961)
- Cime tempestose (Wuthering Heights), regia di Rudolph Cartier – film TV (1962)
- Camera Three – serie TV, episodio 10x17 (1964)
- ITV Play of the Week – serie TV, episodio 11x29 (1966)
- Polvere di stelle (Bob Hope Presents the Chrysler Theatre) – serie TV, episodio 4x14 (1967)
- Soldier in Love, regia di George Schaefe – film TV (1967)
- The Bell Telephone Hour – serie TV, episodio 10x01 (1967)
- Late Night Horror – serie TV, episodio 1x04 (1968)
- The Going Up of David Lev, regia di James F. Collier – film TV (1973)
- I racconti di Thomas Hardy (Wessex Tales), regia di Gavin Millarr – miniserie TV (1973)
- I misteri di Orson Welles (Great Mysteries) – serie TV, episodio 1x21 (1974)
- Aquarius – serie TV, 1 episodio (1974)
- A Legacy – serie TV, 5 episodi (1975)
- In Praise of Love, regia di Alvin Rakoff – film TV (1976)
- La Casa Bianca dalla porta di servizio (Backstairs at the White House), regia di Michael O'Herlihy – miniserie TV (1979)
- Oresteia, regia di Bill Hays – miniserie TV (1979)
- Enrico VIII (The Famous History of the Life of King Henry the Eight), regia di Kevin Billington – miniserie TV (1979)
- Amleto (Hamlet, Prince of Denmark), regia di Rodney Bennett – miniserie TV (1980)
- Ritorno a Brideshead (Brideshead Revisited) – serie TV, 5 episodi (1981)
- Cymbeline, regia di Elijah Moshinsky – film TV (1982)
- Separate Tables, regia di John Schlesinger – film TV (1983)
- American Playhouse – serie TV, episodio 3x01 (1984)
- Ellis Island - La porta dell'America (Ellis Island), regia di Jerry London – miniserie TV (1984)
- The Life and Death of King John, regia di David Giles – miniserie TV (1984)
- Florence Nightingale, regia di Daryl Duke – film TV (1985)
- Promesse da mantenere (Promises to Keep), regia di Noel Black – film TV (1985)
- Time for Murder – serie TV, episodio 1x03 (1985)
- Time and the Conways, regia di Mike Vardy – film TV (1985)
- Shadowlands, regia di Norman Stone – film TV (1985)
- Ann and Debbie, regia di June Howson – film TV (1986)
- Liberty, regia di Richard C. Sarafian – miniserie TV (1986)
- Hold the Dream, regia di Don Sharp – miniserie TV (1986)
- Anastasia - L'ultima dei Romanov (Anastasia: The Mystery of Anna), regia di Marvin J. Chomsky – miniserie TV (1986)
- Intimate Contact, regia di Waris Hussein – miniserie TV (1987)
- Queenie - La stella di Calcutta (Queenie), regia di Larry Peerce – miniserie TV (1987)
- Un'ombra sul sole (Beryl Markham: A Shadow on the Sun), regia di Tony Richardson – miniserie TV (1988)
- La bella e il bandito (The Lady and the Highwayman), regia di John Hough – film TV (1989)
- The Camomile Lawn, regia di Peter Hall – miniserie TV (1992)
- Miss Marple (Agatha Christie's Miss Marple) – serie TV, episodio 1x12 (1992)
- Vendetta privata (It's Nothing Personal), regia di Bradford May – film TV (1993)
- Remember, regia di John Herzfeld – film TV (1993)
- Così gira il mondo  (As the World Turns) – soap opera, 1 puntata (1994)
- A Village Affair, regia di Moira Armstrong – film TV (1995)
- Parole dal cuore (What the Deaf Man Heard), regia di John Kent Harrison – film TV (1997)
- The Lady in Question, regia di Joyce Chopra – film TV (1999)
- Istinto criminale (Love and Murder), regia di George Bloomfield – film TV (2000)
- Il richiamo del passato (Yesterday's Children), regia di Marcus Cole – film TV (2000)
- Law & Order: Criminal Intent – serie TV, episodio 2x12 (2004)
- Doc Martin – serie TV, 4 episodi (2005; 2013)
- Jericho – miniserie TV, puntata 03 (2005)
- Miss Marple (Agatha Christie's Marple) – serie TV, episodio 2x03 (2006)
- The Chatterley Affair, regia di James Hawes – film TV (2006)
- The Ten Commandments, regia di Robert Dornhelm e Geoffrey Madeja – miniserie TV (2006)
- Fiona's Story, regia di Adrian Shergold – film TV (2006)
- Doctor Who – serie TV, episodi speciali La fine del tempo (seconda parte) e La fine del tempo (seconda parte) (2009-2010)
- Metropolitan Police (The Bill) – serie TV, episodio 26x25 (2010)
- L'ispettore Barnaby (Midsomer Murders) – serie TV, episodio 17x04 (2015)
- Summer of Rockets, regia di Stephen Poliakoff – film TV (2019)

## Teatro
- Il diavolo bianco (o Vittoria Corombona), di John Webster. Duchess Theatre di Londra (1947)
- Re Giovanni, di William Shakespeare. Royal Shakespeare Theatre di Stratford-upon-Avon (1948)
- Il mercante di Venezia, di William Shakespeare. Royal Shakespeare Theatre di Stratford-upon-Avon (1948)
- Amleto, di William Shakespeare. Royal Shakespeare Theatre di Stratford-upon-Avon (1948)
- Il racconto d'inverno, di William Shakespeare. Royal Shakespeare Theatre di Stratford-upon-Avon (1948)
- La bisbetica domata, di William Shakespeare. Royal Shakespeare Theatre di Stratford-upon-Avon (1948)
- Otello, di William Shakespeare. Royal Shakespeare Theatre di Stratford-upon-Avon (1948)
- Coriolano, di William Shakespeare. Old Vic di Londra (1953)
- Romeo e Giulietta, di William Shakespeare. Old Vic di Londra (1953), Winter Garden Theatre di Broadway (1956)
- La dodicesima notte, di William Shakespeare. Old Vic di Londra (1953)
- La tempesta, di William Shakespeare. Old Vic di Londra (1953)
- Amleto, di William Shakespeare. Tour del Regno Unito (1953)
- Tutto è bene quel che finisce bene, di William Shakespeare. Old Vic di Londra (1954)
- Amleto, di William Shakespeare. Old Vic di Londra (1954)
- Re Lear, di William Shakespeare. Tour del Regno Unito (1955)
- Riccardo II, di William Shakespeare. Bristol Hippodrome di Bristol (1955), Winter Garden Theatre di Broadway (1956)
- I sequestrati di Altona, di Jean-Paul Sartre. Royal Court Theatre di Londra (1961)
- Ivanov, di Anton Čechov. Yvonne Arnaud Theatre di Guilford, Theatre Royal di Bath (1965)
- Casa di bambola, di Henrik Ibsen. Playhouse Theatre di Broadway (1971), Criterion Theatre di Londra (1973)
- Hedda Gabler, di Henrik Ibsen. Playhouse Theatre di Broadway (1971)
- Un tram che si chiama Desiderio, di Tennessee Williams. Piccadilly Theatre di Londra (1974)
- Rosmersholm, di Henrik Ibsen. Haymarket Theatre di Londra (1977)
- Quando noi morti ci risvegliamo, di Henrik Ibsen. Almeida Theatre di Londra (1990)
- Lungo viaggio verso la notte, di Eugene O'Neill. American Repertory Theatre di Cambridge (1996)
- Elettra, di Sofocle. Ethel Barrymore Theatre di Broadway (1999)
- A Little Night Music, di Stephen Sondheim e Hugh Wheeler. New York City Opera di New York (2003)

## Doppiatrici italiane
Nelle versioni in italiano delle opere in cui ha recitato, Claire Bloom è stata doppiata da:
- Maria Pia Di Meo in Karamazov, I giovani arrabbiati, La spia che venne dal freddo, Queenie - La stella di Calcutta, Miss Marple (1984)
- Rita Savagnone ne Gli invasati, Incubo sulla città, L'uomo illustrato
- Dhia Cristiani in Luci della ribalta, Alessandro il Grande
- Marzia Ubaldi ne I due mondi di Charly, Un'ombra sul sole
- Vittoria Febbi in Scontro di titani, 11 settembre 1683
- Paola Mannoni ne Il discorso del re, Ritorno a Brideshead
- Rosetta Calavetta in Accadde a Berlino
- Rina Morelli in Riccardo III
- Lydia Simoneschi ne I bucanieri
- Adriana Asti ne Il maestro di Vigevano
- Angiolina Quinterno in Déjà Vu - Amore e morte
- Melina Martello ne La dea dell'amore
- Miranda Bonansea in Daylight - Trappola nel tunnel
- Lucia Catullo in Enrico VIII
- Liliana Jovino in Ellis Island - La porta dell'America
- Mirella Pace ne La bella e il bandito
- Stefania Patruno in Law & Order: Criminal Intent
- Gabriella Genta in Miss Marple (2006)
- Paila Pavese in Doctor Who